# Alecs Recher
Alecs Recher (* 18. November 1975 in Zürich) ist ein Schweizer Jurist.
Er ist diplomierter Heilpädagoge (Universität Freiburg), studierte Rechtswissenschaft an der Universität Zürich und doktoriert an der Universität Luzern zu rechtlichen Aspekten von Arzneimitteln für seltene Krankheiten. Seit seiner Studienzeit forscht, publiziert und referiert er zu den Rechten von Transgendern. Er ist der erste Transmann in der Schweiz, der in der Schweizer Öffentlichkeit bekannt wurde.
Von 2003 bis 2007 war Recher, der für die Fahrradkuriere Veloblitz Zürich und Velokurier Bern in die Pedalen trat, Vorstandsmitglied und Präsident der International Federation of Bike Messenger Associations (IFBMA).
Von 2004 bis 2014 vertrat er als Mitglied der Alternativen Liste die Kreise 4 und 5 im Gemeinderat der Stadt Zürich. Er war Mitglied der Spezialkommissionen Soziales, Verkehr/Polizei und Stadtentwicklung/Hochbau. Von 2004 bis zu den Gesamterneuerungswahlen im Jahr 2006 amtierte er als Co-Präsident der Fraktionsgemeinschaft Grüne/AL, danach leitete er die AL-Fraktion.
Recher arbeitete von 2007 bis 2011 als Geschäftsführer der Demokratischen Juristinnen und Juristen Zürich. Im Abstimmungskampf um das Partnerschaftsgesetz leitete Recher gemeinsam mit Roland Munz die Kampagne des Pro‐Komitees in den Kantonen Zürich und Schaffhausen.
Im Jahr 2008, mit Beginn seiner Transition als Transmann, outete er sich in der Öffentlichkeit. 2009 gründete er die Organisation Transgender Network Switzerland (TGNS) und leitete diese bis September 2012 als Co-Präsident. Seither ist er Vorstandsmitglied von Transgender Europe (TGEU), seit 2014 Co-Vorsitzender. Innerhalb der Organisation TGNS baute Recher eine professionelle, ehrenamtliche Rechtsberatung für Transgender auf, in der er selber als Rechtsberater tätig ist. Es ist die erste auf die Rechte von Transgendern spezialisierte Beratungsstelle in der Schweiz. Sie wurde 2014 mit dem Gleichstellungspreis der Stadt Zürich ausgezeichnet.